# محمد بروحو
محمد بروحو هو كاتب وأديب مغربي من مواليد تطوان.

## سيرة ذاتية
ولد محمد بروحو في 3 يوليوز 1958م بمدينة تطوان في المغرب، وهو كاتب، وقاص، وروائي، وعضو اتحاد كتاب المغرب. اشتغل محمد بروحو أستاذاً بوزارة التربية الوطنية، ونشر نصوصه الإبداعية في صحف مغربية وعربية ودولية؛ ومجلات ثقافية عربية، ومواقع إلكترونية، وترجمت بعضها إلى الفرنسية والإنجليزية والإسبانية.

## أعماله

### إصدارات فردية
- «بيوت ورمال» (مجموعة قصصية)، عن مكتبة سلمى الثقافية في تطوان بالمغرب، الطبعة الأولى عام 2006م.
- «مطبعة الهدايا».
- «سيدتي الشاعرة» (مجموعة قصصية)، عن مكتبة سلمى الثقافية في تطوان بالمغرب، عام 2012م.
- «بيوت ورمال» (مجموعة قصصية)، عن مكتبة سلمى الثقافية في تطوان بالمغرب، الطبعة الثانية عام 2015م.
- «جمانة امرأة البوغاز» (رواية)، تم النشر بواسطة شركة النشر والتوزيع المدارس، بدعم من وزارة الثقافة المغربية، الطبعة الأولى عام 2015م.[2][3]

### إصدارات جماعية
- «عن الدهشة والألم 50 قصة بأقلام عربية»، عام 2009م بالكويت.
- «مختارات من القصة المغربية الجديدة، أنطلوجيا الحرية  للكاتب محمد سعيد الريحاني»، بالمغرب.
- كتاب «قصص عربية»، عن دار سندباد للنشر والتوزيع في مصر، للكاتب جبير المليحان.
- «الضياع في عيني رجل الجبل، بنص خرافات الأصيل» (مجموعة قصصية).[2][3]

## الجوائز
- جائزة مجلة العربي في مارس 2007م.
- شهادة تقدير من الجمعية الدولية للمترجمين واللغويين العرب عام 2009م.[2]
- جائزة كتاب بلا حدود، (الشرق الأوسط الثقافية الدولية) عام 2012م.
- فاز في مسابقة ألفا ليلة وصحوة مشروع قصص عربية عام 2015م في لندن.
- فاز في مسابقة دار مها للنشر والتوزيع والترجمة، عام 2016م بمصر.
- فاز بالمرتبة الثالثة في مسابقة دار الإبداع الثانية للقصة القصيرة، دورة القاص والمترجم صَالِح عمر الشريف، عام 2020 بالعراق.
- فاز بالجائزة الثانية في مسابقة اتحاد الأدباء الدولي للقصة القصيرة الدورة الرابعة، عام 2020م بالعراق.
- فاز في مسابقة صرخة مبدع، في نادي تاغست تقرأ، بالتنسيق مع دار الأنير للنشر والتوزيع، في الجزائر عام 2020م.[3]